# بمب‌گذاری در کنیسه پاریس (۱۹۸۰)
در ۳ اکتبر ۱۹۸۰، یک بمب در خارج از کنیسه رو کوپرنیک (Rue Copernic synagogue) در منطقه ۱۶ پاریس، فرانسه، در طول خدمات شبات منفجر شد. حدود ۳۲۰ نفر از عبادت‌کنندگان در داخل کنیسه بودند وقتی که بمب در خارج منفجر شد و چهار نفر را کشت و ۴۶ نفر را زخمی کرد. این اولین حمله مرگبار علیه یهودیان در فرانسه از زمان پایان جنگ جهانی دوم بود. 

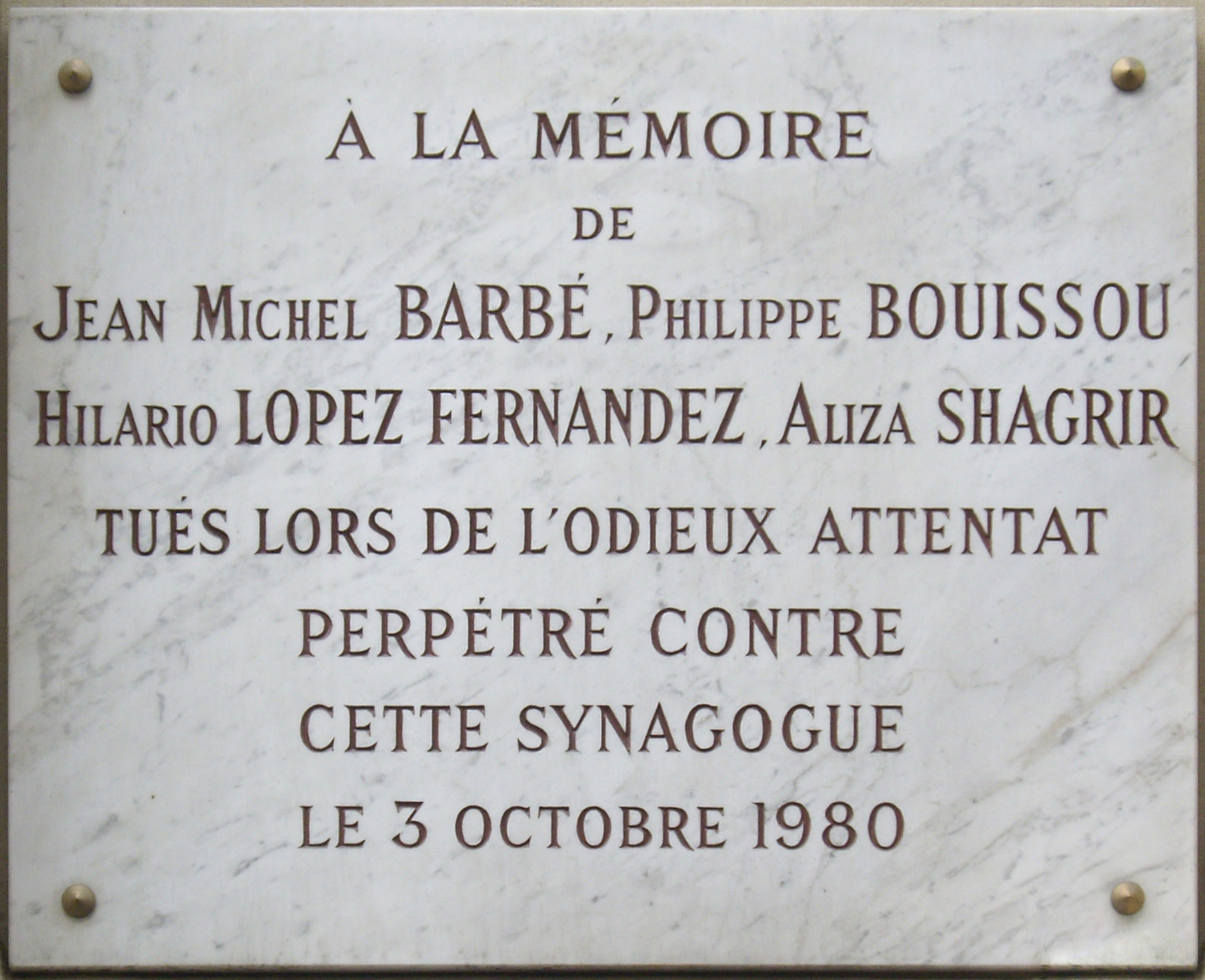
پلاک یادبودی که بر روی کنیسه نصب شده است، می‌گوید: «به یاد ژان میشل باربه، فیلیپ بویسو، هیاریو لوپز فرناندز، علیزا شگریر که در جریان حمله نفرت‌انگیز به این کنیسه در ۳ اکتبر ۱۹۸۰ کشته شدند».

محققان فرانسوی بعداً این حمله را به گروه مبارز فلسطینی جبهه مردمی برای آزادی فلسطین نسبت دادند. به درخواست مقامهای فرانسوی، پلیس کانادا در سال ۲۰۰۸، ۲۸ سال پس از حمله، حسن دیاب، استاد دانشگاه کانادایی لبنانی‌تبار را دستگیر کرد. پس از یک مبارزه طولانی برای استرداد، دیاب در سال ۲۰۱۴ به فرانسه مسترد و رسماً متهم شد. او در سال ۲۰۱۸ پس از لغو اتهامهای علیه او، اجازه بازگشت به کانادا را یافت. در سال ۲۰۲۱، اتهامعای تروریستی علیه او دوباره مطرح شد. دیاب در غیاب در یک محاکمه در پاریس در آوریل ۲۰۲۳ به جرم حمله محکوم شد.

## حمله
در ساعت ۱۸:۳۸ در روز جمعه، ۳ اکتبر ۱۹۸۰، یک بمب در خارج از کنیسه رو کوپرنیک، یک کنیسه اصلاح‌طلب، در منطقه ۱۶ پاریس، فرانسه منفجر شد. به دلیل اینکه عصر جمعه و آغاز تعطیلات یهودی شبات بود، کنیسه پر از حدود ۳۲۰ عبادت‌کننده بود. حاضران همچنین در حال جشن گرفتن بر میتصوا کنیسه در آن آخر هفته بودند. 
بر اساس تحقیقهای پلیس، کیف‌های زین پر از ۱۰ کیلوگرم مواد منفجره بر روی یک موتورسیکلت سوزوکی که در مقابل کنیسه پارک شده بود، قرار داده شده بود. سقف شیشه‌ای کنیسه بر روی عبادت‌کنندگان فرو ریخت و یکی از درهای کنیسه منفجر شد.

### قربانیان
چهار نفر در انفجار کشته شدند: 
1. فیلیپ بویسو (۲۲ ساله)، که با موتورسیکلت خود در حال عبور بود، بلافاصله کشته شد.
2. علیزا شگریر (۴۴ ساله)، مجری تلویزیون اسرائیلی که در تعطیلات بود، در حالی که در پیاده‌رو بیرون قدم می‌زد، کشته شد.
3. ژان-میشل باربه، یک راننده، در خارج از کنیسه پارک کرده بود و منتظر مشتریان داخل بود.
4. هیاریو لوپز-فرناندز، یک خانه‌دار پرتغالی از هتل ویکتور هوگو، که تقریباً در مقابل کنیسه قرار داشت، به شدت مجروح شد و دو روز بعد از جراحات خود درگذشت.

چهل و شش نفر نیز زخمی شدند. به گفته محققان، بمب به گونه‌ای تنظیم شده بود که پس از پایان نمازها و زمانی که عبادت‌کنندگان در حال ترک ساختمان بودند، منفجر شود. با این حال، مراسم چند دقیقه دیرتر شروع شده بود و بنابراین افراد کمی در نزدیکی بمب بودند.

## واکنش‌ها

### واکنش عمومی
پس از حمله، انتقادهای گسترده‌ای از دولت فرانسه صورت گرفت. به مدت سه روز پس از حمله، ده‌ها هزار نفر از جمله یهودیان، غیر یهودیان، اتحادیه‌های کارگری، سیاستمداران، در خیابان شانزه‌لیزه و در نزدیکی کاخ الیزه در اعتراض به حمله راهپیمایی کردند. شب بمب‌گذاری، تظاهرات در ایستگاه متروی شارل دوگل-اتوال آغاز شد. صبح روز بعد، بیش از ۱۰,۰۰۰ نفر در حمایت از کنیسه جمع شدند. سیمون ویل، رئیس وقت پارلمان اروپا، در راهپیمایی‌های همبستگی شرکت کرد، اما خشم جمعیت از حمایت او از دولت، پلیس ضد شورش را مجبور کرد او را به مکان امنی منتقل کند.
در همبستگی با جامعه یهودی، دو اتحادیه بزرگ کارگری فرانسه، کنفدراسیون عمومی کار (CGT) و کنفدراسیون دموکراتیک فرانسوی کار (CFDT)، خواستار اعتصاب سراسری در ۷ اکتبر شدند.

### واکنش جامعه یهودی

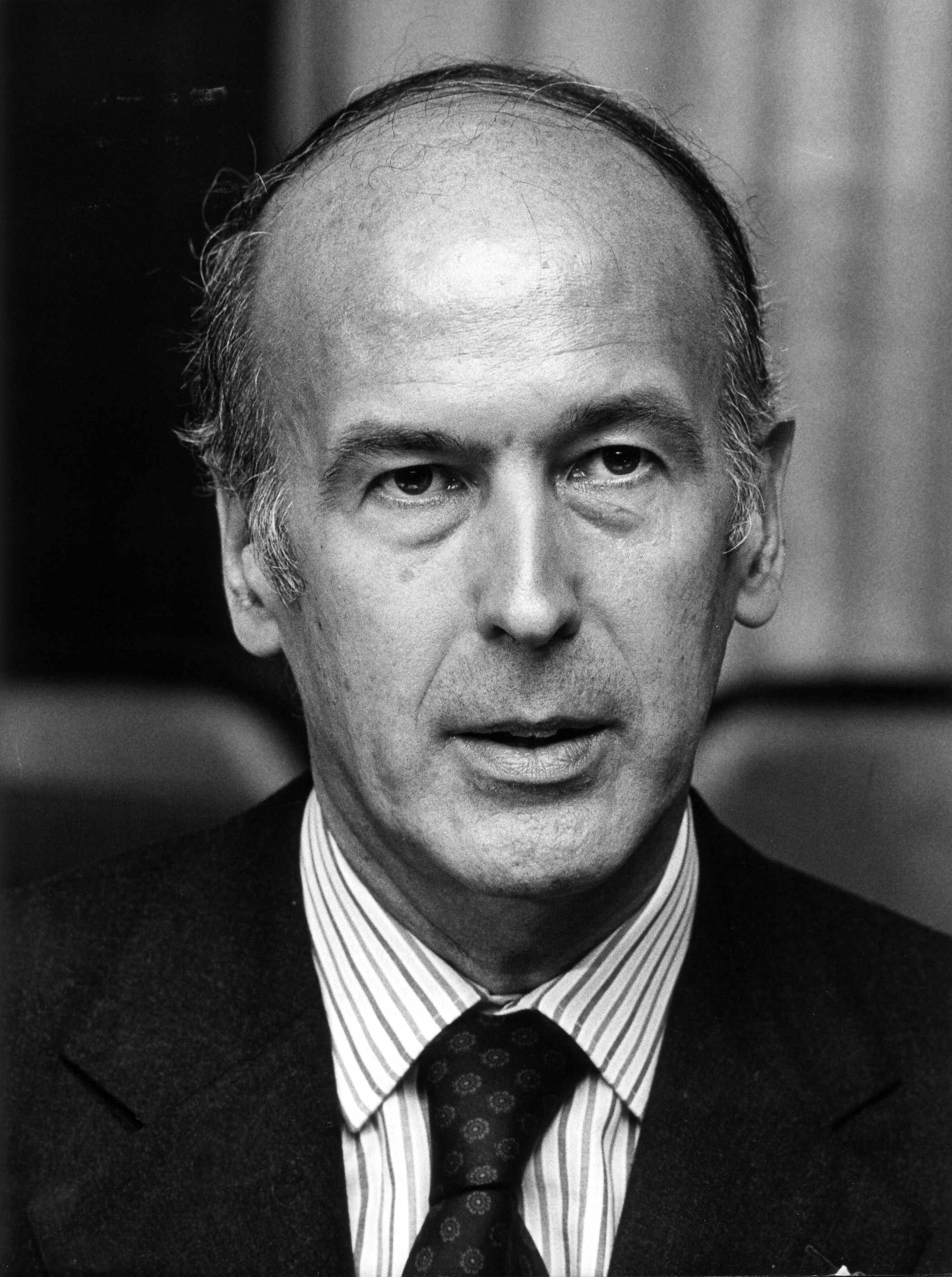
والری ژیسکار دستن، رئیس‌جمهور فرانسه وقت.

واکنش فوری جامعه یهودی خشم بود. بسیاری از یهودیان سیاست رئیس‌جمهور والری ژیسکار دستن را که به نظرشان در برابر تروریست‌های فلسطینی و افراط‌گرایان راست‌گرا نرم بود، مقصر می‌دانستند. در ۵ اکتبر، تظاهرکنندگان یهودی تلاش کردند به کاخ الیزه و وزارت کشور حمله کنند و با پلیس ضد شورش درگیر شدند. رهگذران با ظاهر نئونازی مورد آزار و ضرب و شتم قرار گرفتند.
شهردار نیویورک، اد کاچ، که یهودی بود، ژیسکار را متهم کرد که «یهودیان را به سازمان آزادی‌بخش فلسطین تحویل می‌دهد»، مشابه به نحوی که فرانسه ویشی یهودیان را به نازی‌ها تحویل داد.

### واکنش نیروهای انتظامی
دولت متعاقباً مجموعه‌ای از اقدامعای برای حفاظت از مؤسسات یهودی را اعلام کرد. دویست خودروی پلیس و سه شرکت پلیس ضد شورش (مجموعاً ۶۰۰ پلیس) برای حفاظت از جامعه یهودی در سراسر فرانسه اختصاص داده شدند. در پاریس، پلیس ضد شورش در مقابل هر کنیسه مستقر شد. در استراسبورگ، مقامات خیابان مقابل کنیسه شهر را به روی ترافیک وسایل نقلیه بستند.

### رمون بار
شب حمله، نخست‌وزیر فرانسه رمون بار به ایستگاه تلویزیونی TF1 فرانسه گفت: «این حمله نفرت‌انگیز هدفش ضربه زدن به اسرائیلی‌هایی بود که به کنیسه می‌رفتند، اما به مردم بی‌گناه فرانسوی که از خیابان کوپرنیک عبور می‌کردند، ضربه زد». سخنان او در ۸ اکتبر در مجلس ملی، که به «هموطنان یهودی» خود از «همدردی تمام ملت» اطمینان داد، نتوانست آرامش بخشد. درست قبل از مرگش در آگوست ۲۰۰۷، ریموند بار جنجال پیرامون اظهاراتش را به «لابی یهودی» نسبت داد.

### تأثیر بر انتخابات ریاست‌جمهوری ۱۹۸۱
نارضایتی طولانی‌مدت جامعه یهودی ۷۰۰,۰۰۰ نفری فرانسه که به طور فزاینده‌ای صدا بلند کرده بود، درباره تمایل ضد اسرائیلی سیاست‌های ژیسکار و واکنش ضعیف دولتش به بمب‌گذاری کنیسه ممکن است به شکست او در انتخابات ریاست‌جمهوری ۱۹۸۱ کمک کرده باشد. ژیسکار در کمپین موفقیت‌آمیز خود در انتخابات ریاست‌جمهوری ۱۹۷۴ اکثریت آرای یهودیان را به دست آورد، که او را با تنها ۳۴۰,۰۰۰ رأی پیروز کرد. 
اما چند ماه پس از انتخابش، وزیر خارجه خود ژان سووگنارگ را برای دیدار با رهبر سازمان آزادی‌بخش فلسطین یاسر عرفات اعزام کرد. ژیسکار همچنین با افتتاح دفتر سازمان آزادی‌بخش فلسطین در پاریس موافقت کرد. در سال ۱۹۷۷، دولت او با آزادی مبارز فلسطینی ابو داود، طراح کشتار المپیک مونیخ ۱۹۷۲، موافقت کرد.
در انتخابات ۱۹۸۱، اکثریت رأی‌دهندگان یهودی به فرانسوا میتران از حزب سوسیالیست رأی دادند که در دور دوم پیروز شد.

## مسئولیت
تعدادی از مظنونین احتمالی مورد بررسی قرار گرفتند، از جمله نئونازی‌های اسپانیایی، لیبیایی‌ها، ملی‌گرایان فلسطینی و راست افراطی فرانسه.

### ادعای نادرست نئونازی
چند ساعت پس از بمب‌گذاری، مردی که ادعا می‌کرد نماینده فدراسیون ملی و اقدام اروپایی نئونازی (FANE) است، با آژانس خبری فرانسه تماس گرفت و به نمایندگی از FANE مسئولیت را بر عهده گرفت. با این حال، ژان-ایو پلای، یک جوان ۲۵ ساله که ادعا می‌کرد یهودی است، بعداً اعتراف کرد که این ادعا را برای «"به دردسر انداختن نئونازی‌ها با قانون» مطرح کرده است.
یک سال پس از بمب‌گذاری، محققان نتوانستند هیچ عامل قطعی را شناسایی کنند. پلیس در ابتدا دو مظنون قبرسی، الکساندر پانادریو و جوزف ماتیاس را جستجو کرد، اما تحقیقات در آن زمان پیشرفت نکرد. ادعا شد که پنج فلسطینی با گذرنامه‌های جعلی قبرسی به فرانسه سفر کرده‌اند.
محققان فرانسوی بعداً این حمله را به گروه مبارز فلسطینی جبهه مردمی برای آزادی فلسطین نسبت دادند.

### حسن دیاب

#### دستگیری و استرداد
بیست و هشت سال پس از بمب‌گذاری، پلیس سلطنتی کانادا استاد دانشگاه حسن دیاب، یک کانادایی لبنانی‌تبار، را بر اساس درخواست مقامهای فرانسوی دستگیر کرد. گفته می‌شود دیاب با تصویر مشکوک بمب‌گذار مطابقت داشت. او رسماً در نوامبر ۲۰۱۴ پس از استرداد از کانادا به اتهام این حمله متهم شد. 
گروه‌هایی مانند عفو بین‌الملل، انجمن آزادی‌های مدنی بریتیش کلمبیا و انجمن آزادی‌های مدنی کانادا ادعا کردند که سوابق دانشگاهی وجود دارد که ظاهراً ثابت می‌کند دیاب در زمان بمب‌گذاری در بیروت، لبنان بوده است.
یک دادگاه فرانسوی در ۱۲ ژانویه ۲۰۱۸ به دلیل بینات ناکافی اتهامهای علیه دیاب را رد کرد و او در ۱۵ ژانویه به کانادا بازگشت. با این حال، در ۱۹ مه ۲۰۲۱، دادگاه تجدیدنظر حکم قبلی را تأیید کرد و دیاب را به محاکمه در فرانسه ارجاع داد.

#### محاکمه
محاکمه دیاب در پاریس در ۶ آوریل ۲۰۲۳ آغاز شد. محاکمه به صورت غیابی برگزار شد؛ دیاب پس از آزادی در ۲۰۱۸ در کانادا ماند و برای محاکمه به فرانسه بازنگشت. 
پس از یک محاکمه سه هفته‌ای، دیاب در ۲۱ آوریل به جرم قتل‌ها محکوم شد. دادگاه جنایی او را به حبس ابد محکوم کرد. پرونده دادستانی عمدتاً بر گزارش‌های اطلاعاتی و گذرنامه‌ای که ظاهراً توسط دیاب برای سفر به اسپانیا استفاده شده بود، استوار بود، جایی که گفته می‌شود جبهه مردمی برای آزادی فلسطین حمله را آغاز کرده است. دادستانی استدلال کرد که گذرنامه شامل مهرهای ورود و خروج از اسپانیا در زمان حمله بود. دفاع دیاب اصرار داشت که هیچ مدرک مادی او را به جرم مرتبط نمی‌کند. با وجود حکم، مشخص نیست که آیا کانادا دیاب را استرداد خواهد کرد یا خیر.

#### واکنش‌ها
رهبر سازمان چتر یهودیان فرانسه، Conseil Représentatif des Institutions juives de France، از محکومیت استقبال کرد.